# Старая усадьба (Конкорд)
Старая усадьба (англ. The Old Manse) — историческая усадьба на Монумент Стрит в городке Конкорд (штат Массачусетс, США). Построена в 1770 году дедом Ральфа Уолдо Эмерсона. В настоящее время усадьба известна как литературный музей Готорна и Эмерсона.

## История

### Времена Эмерсона
Усадьба была построена в 1770 году дедом Ральфа Уолдо Эмерсона. В 1775 году он умер, а его семья осталась жить в усадьбе.

### Времена Готорна
В 1842 году американский писатель Натаниел Готорн арендовал усадьбу за $100 в год. Он переехал в сюда вместе со своей молодой женой Софией 9 июля 1842 года. Его друг Генри Дэвид Торо создал рядом с усадьбой сад для молодой пары.
В этой усадьбе Натаниел Готорн написал несколько рассказов, которые позднее вошли в сборник «Легенды старой усадьбы» (1846).
Позднее Готорн покинул усадьбу, чтобы не платить арендную плату.

### Современная история
Дом оставался в пользовании семьи Эмерсонов-Рипли до 1939 года, но 3 ноября 1939 года был передан Опекунам Резерваций (en:Trustees of Reservations).
В настоящее время усадьба является исторической достопримечательностью штата Массачусетс. В ней содержится коллекция мебели, книг, кухонной утвари, а также оригинальных предметов декора.